# Campeonato Moçambicano de Hóquei em Patins
O Campeonato Moçambicano de Hóquei em Patins tem sido a principal competição deste desporto em Moçambique. Desde 2012 que se realiza com o nome de Campeonato de Hóquei em Patins da Cidade de Maputo.

## Clubes participantes na última época
- Clube Ferroviário de Maputo,
- Grupo Desportivo de Maputo A,
- Grupo Desportivo de Maputo B,
- Clube Desportivo Estrela Vermelha de Maputo,
- Dom Bosco, e
- Académica de Maputo.

### Lista de vencedores
| Ano  | Vencedor                                    |       |
| ---- | ------------------------------------------- | ----- |
| 2019 | Grupo Desportivo de Maputo                  |       |
| 2018 | Clube Estrela Vermelha de Maputo            |       |
| 2017 | Clube Estrela Vermelha de Maputo            |       |
| 2016 | Clube Desportivo Estrela Vermelha de Maputo | [ 1 ] |
| 2015 | Clube Desportivo Estrela Vermelha de Maputo | [ 2 ] |
| 2014 | Clube Desportivo Estrela Vermelha de Maputo | [ 3 ] |
| 2013 | Clube Ferroviário de Maputo                 | [ 4 ] |
| 2012 | Clube Ferroviário de Maputo                 |       |
| 2011 | Não se disputou o campeonato                |       |
| 2010 | Grupo Desportivo de Maputo                  |       |
| 2009 | Clube Ferroviário de Maputo                 |       |
| 2008 | Clube Ferroviário de Maputo                 |       |
| 2007 | Não se disputou o campeonato                |       |
| 2006 | Grupo Desportivo de Maputo                  |       |
| 2005 | Clube Ferroviário de Maputo                 |       |
| 2004 | Grupo Desportivo de Maputo                  |       |
| 2003 | Grupo Desportivo de Maputo                  |       |
| 2002 | Grupo Desportivo de Maputo                  |       |
| 2001 | Grupo Desportivo de Maputo                  |       |
| 2000 | Grupo Desportivo de Maputo                  |       |
| 1999 | Grupo Desportivo de Maputo                  |       |
| 1998 | Grupo Desportivo de Maputo                  |       |
| 1997 | Grupo Desportivo de Maputo                  |       |
| 1996 | Grupo Desportivo de Maputo                  |       |
| 1995 | Grupo Desportivo de Maputo                  |       |
| 1994 | Grupo Desportivo de Maputo                  |       |
| 1993 | Clube Desportivo Estrela Vermelha de Maputo |       |
| 1992 | Clube Desportivo Estrela Vermelha de Maputo |       |
| 1991 | Clube Desportivo Estrela Vermelha de Maputo |       |
| 1990 | Clube Desportivo Estrela Vermelha de Maputo |       |
| 1989 | Mabor de Moçambique                         |       |
| 1988 | Clube Ferroviário de Maputo                 |       |
| 1987 | Grupo Desportivo de Maputo                  |       |
| 1986 | Clube Ferroviário de Maputo                 |       |
| 1985 | Clube Ferroviário de Maputo                 |       |
| 1984 | Clube de Desportos da Costa do Sol          |       |
| 1983 | Clube de Desportos da Costa do Sol          |       |
| 1982 | Clube de Desportos da Costa do Sol          |       |
| 1981 | Clube de Desportos da Costa do Sol          |       |
| 1980 | Clube de Desportos da Costa do Sol          |       |
| 1979 | Clube de Desportos da Costa do Sol          |       |
| 1978 | Grupo Desportivo de Maputo                  |       |
| 1977 | UFA                                         |       |
| 1976 | UFA                                         |       |
| 1963 | Clube Ferroviário de Lourenço Marques       |       |
| 1962 | Clube Ferroviário de Lourenço Marques       |       |
| 1961 | Clube Ferroviário de Lourenço Marques       |       |
| 1960 | Malhangalene                                |       |
| 1959 | Malhangalene                                |       |
| 1958 | Malhangalene                                |       |
| 1957 | Clube Ferroviário de Lourenço Marques       |       |
| 1956 | Clube Ferroviário de Lourenço Marques       |       |
| 1955 | Clube Ferroviário de Lourenço Marques       |       |

### Número de campeonatos por Clube
| Clube                                       | Campeonatos |
| ------------------------------------------- | ----------- |
| Grupo Desportivo de Maputo                  | 15          |
| Clube Ferroviário de Maputo                 | 13          |
| Clube Desportivo Estrela Vermelha de Maputo | 9           |
| Clube de Desportos da Costa do Sol          | 7           |
| Mabor de Moçambique                         | 1           |
| TOTAL                                       | 43          |

O total de campeonatos tem em conta que, apesar da mudança de nomes dos clubes devido à independência de Moçambique, os seguintes clubes são os mesmos:

Clube Ferroviário de Maputo e Clube Ferroviário de Lourenço Marques; 

Clube Desportivo Estrela Vermelha de Maputo e Malhangalene;

Clube de Desportos da Costa do Sol e Benfica de Lourenço Marques; e

Grupo Desportivo de Maputo e Grupo Desportivo de Lourenço Marques.

## Ligações Externas

### Sítios Moçambicanos
- Federação Moçambicana de Patinagem
- Jornal de Notícias de Moçambique com actualidade do Hóquei Patins neste País
- Notícias de Hóquei Patins de Moçambique
- Notícias de Moçambique

### Internacional
- O Hóquei em todo o Mundo
- Mundook-Actualidade Mundial do Hóquei Patinado (em Português)
- Cumhoquei-Actualidade Mundial do Hóquei Patinado (em Português)
- Hardballhock-Actualidade Mundial do Hóquei Patinado (em Inglês)
- Inforoller-Actualidade Mundial do Hóquei Patinado (em Francês)
- Hardballhock Blog-Actualidade Mundial do Hóquei Patinado (em Inglês)
- rink-hockey-news-Actualidade Mundial do Hóquei Patinado (em Inglês)
- Solo Hockey-Actualidade Mundial do Hóquei Patinado (em Castelhano)